# Тигрес (футбольный клуб)
«Ти́грес» (исп. Tigres Fútbol Club) — колумбийский футбольный клуб, базирующийся в Факатативе, муниципалитете Кундинамарка. Клуб был основан в январе 2005 года и выступает в колумбийской Примере B.

## История
Образованный 10 августа 2000 года клуб «Экспресо Роха» (Expreso Rojo) является правопреемником одноимённого клуба, который неоднократно менял своё название и места своего размещения. Организованный же в 2000 году клуб смог, добившись победы в своей лиге в 2002 году, выйти в 2003 году в Примеру B.
Главным достижением в недолгой истории является выход в 1/2 финала в первом возобновлённом розыгрыше Кубка Колумбии 2008, где Экспресо Рохо уступили команде «Онсе Кальдас».
Испытывая финансовые и организационные проблемы, клуб неоднократно переезжал в пределах департамента Кундинамарка. С 2016 года называется «Тигрес».

Прежний логотип «Экспресо Рохо»